# 하트 어택 그릴

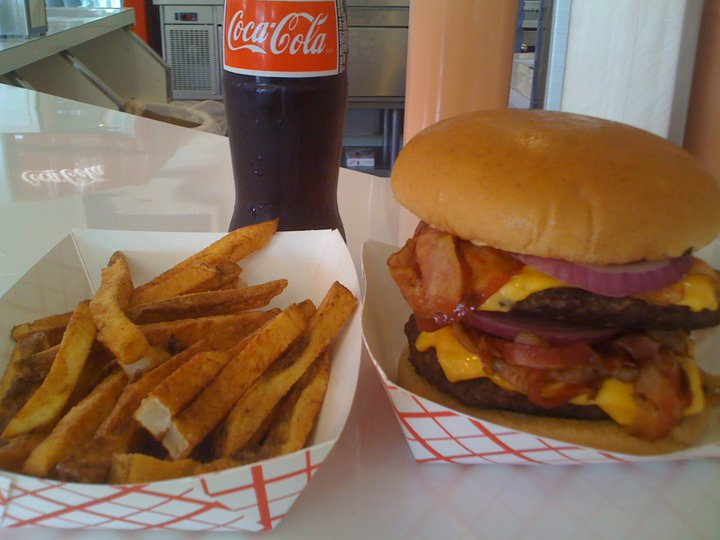
Double Bypass Burger

하트 어택 그릴(영어: Heart Attack Grill)은 미국 네바다주 라스베이거스에 위치한 햄버거 가게이며, 2005년 애리조나주 템피에서 처음 개업하였다. 병원을 테마로 하며, 종업원들은 간호사 복장을 하고 있으며, 손님들은 환자 복장을 입는다.

## 개요
레스토랑은 라스베이거스 시내의 프레몬트 스트리트 엑스피어연스의 정문인 450 프레몬트 스트리트에 있다. 그들의 "쿼드러플 바이 패스(Quandruple Bypass)" 라고 불리는 햄버거는 2013년 세계에서 가장 높은 칼로리의 햄버거로 기네스북에 등재되었다. 그러나, 고칼로리 음식을 도발적인 이름으로 내세워 논란을 일으켰다. 또한 레스토랑의 웨이트리스는 도발적인 옷을 입고 있다.
메뉴에는 8~32온스(230~910g)의 고기(8,000칼로리 이상) 범위의 "싱글", "더블", "트리플" 및 "4중" 햄버거가 포함된다. 다른 메뉴 항목에는 먹을 수 있는 모든 프렌치 프라이, 맥주, 테킬라 및 코카콜라와 같은 기타 음료가 포함된다. 체중이 350파운드(158.7kg) 이상인 고객은 무료로 식사를 할 수 있다. 음료나 테이크아웃은 제공되지 않으며 음식 공유도 허용되지 않는다.
만약 손님이 하트어택 버거를 남길시, 간호사복을 한 웨이트리스가 엉덩이를 때리기로 유명하다. 또한, 햄버거의 칼로리가 매우 높기 때문에, 많은 먹방 유튜버가 이곳에서 하트어택 버거를 도전하기도 하였다.

## 메뉴
- 싱글 바이패스 버거
- 더블 바이패스 버거
- 트리플 바이패스 버거
- 퀀드러플 바이패스 버거

## 같이 보기
- 정크 푸드